# Mr. Belt & Wezol
Mr. Belt & Wezol è un duo olandese di musica elettronica composto dal DJ Bart Riem e dal produttore Sam van Wees. La coppia è diventata nota grazie al singolo Finally pubblicato tramite Spinnin Deep.

## Storia
Il duo si è formato nel 2013, pubblicando sulla propria pagina Soundcloud i propri singoli e remix, tra i quali Homeless, The One, Lone, Toys, Sneak e Luv Thang. L’anno seguente, grazie ai brani Shiver, Feel So Good, Pikachu (assieme al noto DJ Oliver Heldens) ed il remix della canzone New Orleans di Naxxos, pubblicati tutti sulla Spinnin Records, il duo cominció ad ottenere notorietà nell’ambito musicale.
L’apice del successo venne raggiunto nel 2015 grazie a Finally e Somebody To Love (in collaborazione con Freejak), singoli che ottennero l’approvazione generale tra vari DJ di fama mondiale. I due brani, rilasciati tra maggio e luglio dalla Spinnin Deep, si inserirono nella classifica Beatport per varie settimane, arrivando anche al 2º posto. Le tracce divennero, inoltre, dei grandi successi nel mondo della Future House. L’anno si concluse con un altro successo, RDY2FLY, e svariati remix, pubblicati tutti sulle etichette affiliate alla Spinnin Records. Dopo varie collaborazioni, come Faith, con Daser, ed Hide & Seek, con Shermanology, il duo cominciò il 2017 con il brano Boogie Wonderland, entrando nella Top 10 di Beatport. Anche il primo singolo del 2018, Let’s All Chant, e Stupid, cantata da LucyXX, entrano nella classifica di Beatport.

## Discografia

### Singoli
- 2013: Homeless
- 2014: The One
- 2014: Lone
- 2014: Toys
- 2014: Sneak
- 2014: Luv Thang
- 2014: Cheater
- 2014: Small Rooms (con De Hofnar)
- 2014: Shiver
- 2014: Feel So Good
- 2014: Pikachu (con Oliver Heldens)
- 2014: Time
- 2015: Homeless
- 2015: Finally
- 2015: Somebody To Love (con Freejak)
- 2015: RDY2FLY
- 2016: Faith (con Daser)
- 2016: Stand Up
- 2016: Hide & Seek (con Shermanology)
- 2017: Boogie Wonderland
- 2017: Take Me Higher
- 2017: Good Times
- 2017: One More Day (con Aevion)
- 2018: Let’s All Chants
- 2018: Stupid (fest. LucyXX)
- 2018: Harmony
- 2019: The Rhythm
- 2019: One Thing (con Jack Wins)
- 2019: Do It For Love (con Sander Nijbroek)
- 2019: Not Dancing
- 2020: The Jabberwock
- 2020: Homeless 2020
- 2021: Way It Is (con RSCL)
- 2021: Broken Moonlight (con Yasmin Jane)
- 2022: Genesis
- 2022: Work That
- 2022: I Feel Love
- 2022: Body Rock
- 2022: Mistakes
- 2023: Fool
- 2023: Groove Tonight
- 2023: Waiting For You
- 2024: It's Not Right But It's Ok

### Remix
- 2014: Drake feat. Sampha – Too Much
- 2014: Wildchild – Renegade Master
- 2014: Naxxos – New Orleans
- 2014: Firebeatz & Sander van Doorn – Guitar Track
- 2014: Oliver Heldens & Becky Hill – Gecko (Overdrive)
- 2014: Spada & Elen Levon – Cool Enough
- 2014: Alle Farben & Graham Candy – Sometimes
- 2015: SNBRN feat. Kerli – Raindrops
- 2015: Showtek – We Like To Party
- 2015: Joe Stone feat. Montell Jordan – The Party
- 2015: The Arches – New Love
- 2015: MNEK feat. Zara Larsson – Never Forget You
- 2016: MOGUAI feat. Cheat Codes – Hold On
- 2016: Gramercy feat. Sharna Bass – Sparks
- 2017: Ofenbach vs. Nick Waterhouse – Katchi
- 2017: Feder feat. Daecolm – Back For Me
- 2018: Lost Frequencies & Zonderling – Crazy
- 2018: GoldFish – Talk To Me
- 2021: Debonair Samir – Samir's Theme